# Kraljevstvo izlazećeg mjeseca
Kraljevstvo izlazećeg mjeseca (engleski Moonrise Kingdom) je američka humorna drama iz 2012. redatelja i autora napisao Wes Anderson. Radnja se odvija oko dvoje 12-godišnjaka, Sam i Suzy, koji se zaljube jedno u drugo i odluče pobjeći od svojih domova kako bi živjeli u šumi, zbog čega njihove obitelji krenu u potragu za njima. Film je dobio pohvale kritičara te je osigurao razmjerno dobar komercijalni uspjeh u američkim kinima.

## Priča
Priča je smještena u 1965. godinu, na izmišljenom otoku New Penzance koji se nalazi negdje na obali Atlantskog oceana, na istoku Amerike. 12-godišnji Sam Shakusky je siroče koje pohađa ljetni dječji logor za izviđače, Ivanhoe, kojeg vodi Ward. 12-godišnja Suzy Bishop također živi na otoku sa svojim roditeljima, Waltom i Laurom, te trojicom mlađe braće. Sam i Suzy su se upoznali na ljetnoj predstavi u kojoj je ona glumila te su se zaljubili. Pošto se Suzy osjeća zanemarenom u svojoj obitelji, ona i Sam odluče pobjeći i živjeti u šumi. Provedu tamo nekoliko dana a jedan zaljev nazovu "Kraljevstvo izlazećeg mjeseca".
Međutim, kada ih pronađu, roditelji zabrane Suzy ikada više vidjeti Sama, kojeg kod sebe primi policijski kapetan Sharp, koji je pak imao aferu s Laurom. Drugi čekaju "ženu iz socijalnog", koja će Sama odvesti u popravni dom. Mladi izviđači, iako prije nisu bili njegovi prijatelji, odluče iz simpatija pomoći Samu kako bi se opet sreo sa Suzy. Međutim, vremenska prognoza je najavila najtežu oluju u nekoliko desetljeća koja samo što nije pogodila i odsjekla otok. Poplava prouzroči metež i stanovnici se sakriju u crkvu. Nakon raznih nepogoda, Sharp odluči usvojiti Sama kako bi ga spasio od sirotišta te kako bi ostao na otoku sa Suzy. Walt i Laura se također smekšaju te shvate da su bili prestrogi s krćerkom.

## Glavne uloge
- Jared Gilman - Sam
- Kara Hayward - Suzy
- Bruce Willis - Kapetan Sharp
- Edward Norton - Ward
- Bill Murray - Walt Bishop
- Frances McDormand- Laura Bishop
- Tilda Swinton - Žena iz socijalne
- Jason Schwartzman - Rođak Ben
- Bob Balaban - pripovjedač
- Lucas Hedges - Redford
- Harvey Keitel - Pierce

## Značajnije nagrade
| Nagrada                    | Datum             | Kategorija                 | Nominacije                 | Rezultat |
| -------------------------- | ----------------- | -------------------------- | -------------------------- | -------- |
| Filmski festival u Cannesu | 27. svibnja 2012  | Zlatna palma               | Wes Anderson               |          |
| Nagrada Gotham             | 26. studeni 2012. | Najbolji "ensembl" glumaca | Glumci                     |          |
| Nagrada Gotham             | 26. studeni 2012. | Najbolji film              | Moonrise Kingdom           |          |
| Independent Spirit Awards  | 23. veljače 2013  | Najbolja fotografija       | Robert Yeoman              |          |
| Independent Spirit Awards  | 23. veljače 2013  | Najbolji redatelj          | Wes Anderson               |          |
| Independent Spirit Awards  | 23. veljače 2013  | Best Feature               | Moonrise Kingdom           |          |
| Independent Spirit Awards  | 23. veljače 2013  | Najbolji scenarij          | Wes Anderson, Roman Coppla |          |
| Independent Spirit Awards  | 23. veljače 2013  | Najbolji sporedni glumac   | Bruce Willis               |          |

## Kritike
| „               | Wes Anderson, jedan od osebujnijih američkih sineasta posljednjih petnaestak godina, polučio je najdirljiviji film svog dosadašnjeg opusa – Kraljevstvo izlazećeg Mjeseca...U Andersonovom svijetu obilježenom pretapanjem ostranjenog humora i toplih emocija na djelu je krasan spoj stvarnosti i bajke, a najviše fascinira duboko razumijevanje i nježnost kojom slika pubertetsku ljubav, beskrajno daleko od svakog pokroviteljstva ili holivudske sentimentalizacije. Kraljevstvo izlazećeg Mjeseca najljepši je film ove godine.. | ” |
| — Damir Radić , | |   |

| „                                    | Um Wesa Andersona mora biti uzbudljivo mjesto za ideju koja se rađa. Smjesta postaje više nego serije događaja te je transformirana u svijet sa svojim vlastitim pravilima, u kojem sve pokreću emocije i želje koje su onoliko uvjerljive koliko su čarobne...Da, znamo da su ovi događaji malo vjerojatni, a cijeli svijet filma je fantazija. Ali ono što se događa u fantaziji zna katkad biti uzbudljivije nego ono što se događa u stvarnom životu, i hvala Bogu na tome. | ” |
| — Roger Ebert , 15px15px15px15px15px | |   |

## Vanjske poveznice
- Službena stranica